# المحاولات الإسبانية لاستعادة المكسيك
المحاولات الإسبانية لاستعادة المكسيك (بالإسبانية: Intentos Españoles de Reconquista de México)‏ كانت محاولة من قبل الحكومة الملكية الإسبانية لاستعادة امتلاك مستعمرتها السابقة في المكسيك، مما أدى إلى نشوء سلسلة حروب اشتملت على مواجهات بين الدولة المكسيكية المولودة حديثًا وإسبانيا. يغطي التعيين أساسًا فترتين: المحاولات الأولى التي حدثت في الفترة من 1821 إلى 1825 شملت الدفاع عن مياه المكسيك الإقليمية، في حين أن المرحلة الثانية كانت على مرحلتين، بما في ذلك خطة التوسع المكسيكية للاستيلاء على جزيرة كوبا التي سيطرت عليها إسبانيا بين 1826 و1828، وبعثة العام 1829 للجنرال الأسباني إيسيدرو بارراداس، التي هبطت على الأراضي المكسيكية بهدف استعادتها. ومع أن الأسبان لم يستعيدوا السيطرة على البلاد أبدًا، إلا أنهم أضروا بالاقتصاد المكسيكي الناشئ.
كانت دولة المكسيك المستقلة حديثًا في حالة يرثى لها بعد أحد عشر عامًا من خوض حرب الاستقلال. لم تكن هناك خطط أو مبادئ توجيهية واضحة وضعها الثوار، وتبع ذلك صراعات داخلية بين الفصائل المختلفة للسيطرة على الحكومة. عانت المكسيك من نقص تام في الأموال لإدارة بلد يزيد مساحته عن 4.5 مليون كيلومتر مربع ويواجه تهديدات التمرد الداخلي الناشئ وغزو القوات الإسبانية من قاعدتها في كوبا القريبة.

## الخلفية
تحقق استقلال المكسيك رسميًا في 27 سبتمبر 1821 بموجب معاهدة قرطبة. لم تعترف إسبانيا بالمعاهدات، بحجة أن نائب الملك خوان أودونخو ليس لديه أي سلطة للاعتراف باستقلال أي مقاطعة في ما وراء البحار. كان هذا الوضع خطيرًا على وضع الأمة المستقلة حديثًا والذي لم يتم الاعتراف به بعد من قبل أي من القوى الأوروبية التي يمكن أن تدعمه، وكان تهديد الغزو الأسباني مصدر قلق دائم لقادة النظام الناشئ. في 13 مايو 1822، أصدرت الحكومة مراسيم لسجن أي شخص تآمر ضد استقلال المكسيك.
بالإضافة إلى مشاكلها الأخرى، ظل ميناء الدخول الرئيسي للبلاد، سان خوان دي أوليا، تحت السيطرة الإسبانية.

## سان خوان دي أولوا
أمر الجنرال خوسيه غارسيا دافيلا، الحاكم الذي يمثل التاج الأسباني في فيراكروز، والجنرال أنطونيو لوبيز دي سانتا آنا بتسليم الميناء إلى المكسيكيين؛ ومع ذلك، وفي الليلة التي سبقت اليوم المحدد في 26 أكتوبر 1821، نقل الجنرال دافيلا جميع المدفعية والذخيرة من الميناء وكذلك 200 من جنود المشاة، وأكثر من 90 ألف بيزو تابعة للحكومة الإسبانية، إلى قلعة سان خوان دي أولوا. سرعان ما زاد عدد الجنود إلى 2000 جندي أرسلتهم إسبانيا من كوبا لبدء إعادة احتلال المكسيك. ونظرًا لعدم امتلاك القوات المكسيكية للأسلحة والسفن التي تواجه هذه التعزيزات، فقد اختار إمبراطور المكسيك المفترض أغوستين دي إتوربيدي إجراء مفاوضات مع الأسبان. ومع عدم التوصل إلى اتفاق، استمر السلام المضطرب بين الطرفين.
مثَّل وصول العميد أنطونيو لوبيز دي سانتا آنا آنذاك إلى حكومة المدينة في 10 سبتمبر 1822 حلقة أخرى من المفاوضات بين السلطات المكسيكية في فيراكروز والإسبانية سان خوان دي أولوا؛ أصبحت هذه الأمور حرجة، بل أكثر عندما أعفت الحكومة الإسبانية الجنرال دافيلا من منصبه واستبدلته بالعميد فرانسيسكو فرانسيسكو ليمور. قررت الحكومة المكسيكية، التي تدرك عدم وجود قوارب، إنشاء قوة بحرية لهزيمة الحامية الإسبانية التي تحتل أولوا، وذلك بشكل أساسي من خلال الحصار. وفي عام 1822، حصلت الحكومة من الولايات المتحدة والمملكة المتحدة على أول سفن تابعة للبحرية المكسيكية.
ومع المشكلات السياسية الداخلية في المكسيك الناتجة عن الإطاحة الأخيرة بإمبراطورية المكسيك قصيرة العمر وإنشاء الحكومة المؤقتة، فقد ظل نظر المكسيكيين ثابتًا على أولوا. تم تعليق المحادثات عندما قصف الأسبان في 25 سبتمبر 1823 ميناء فيراكروز، مما تسبب في نزوح أكثر من 6000 مدني غادروا المدينة.

### الاستسلام

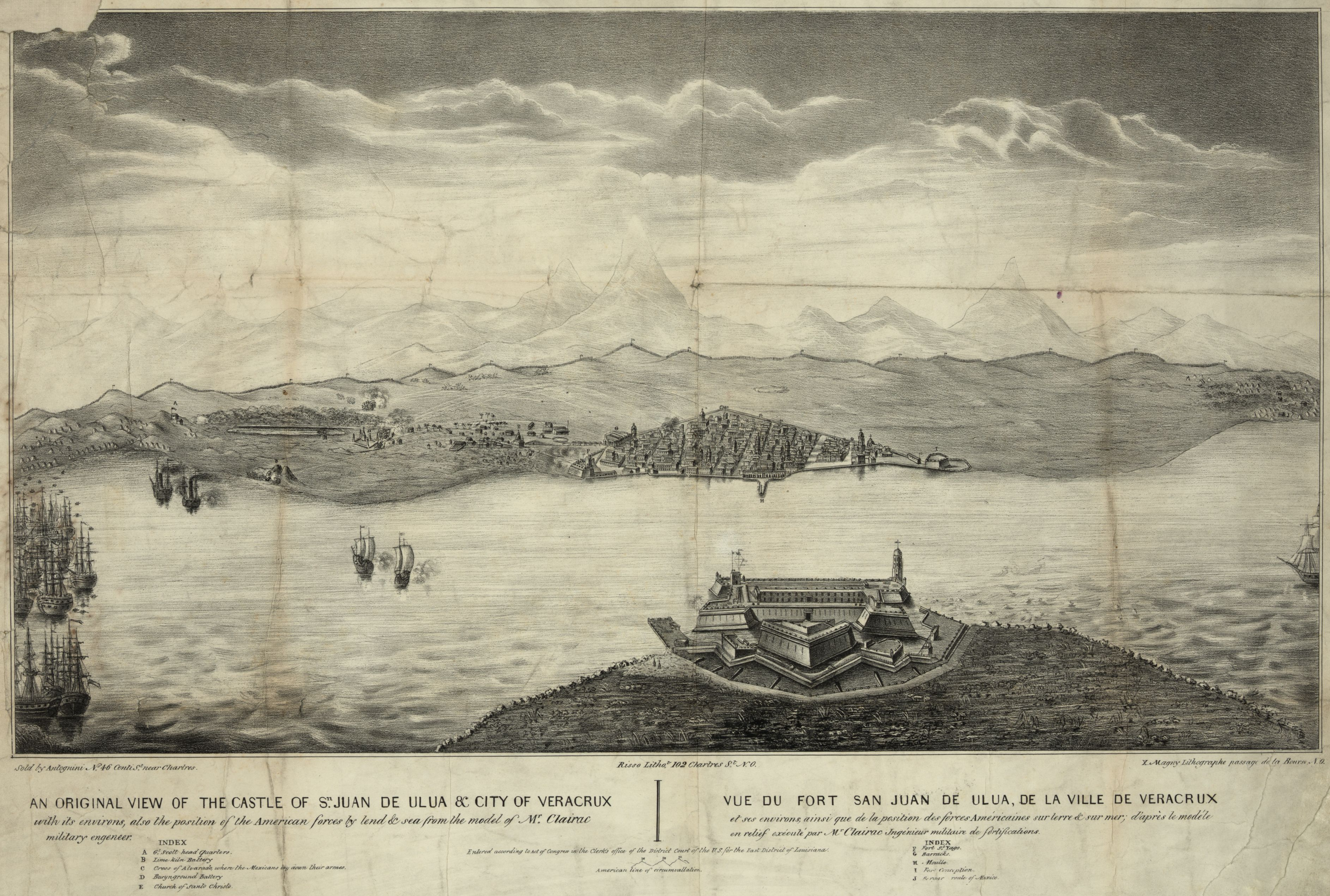
منظر قديم لسان خوان دي أولوا

بعد القصف الإسباني للميناء، قررت الحكومة المكسيكية إنهاء الهجمات الإسبانية. ومع أنه في ذلك الوقت لم يكن لدى المكسيك قوة بحرية مناسبة، إلا أن التخطيط لحصار سان خوان دي أولوا كان في 8 أكتوبر 1823. ألقى وزير الحرب والبحرية خوسيه خواكين دي هيريرا خطابًا أمام الكونغرس الأول للمكسيك أعرب فيه عن حاجة البلاد الملحة للحصول على مزيد من السفن الحربية لحصار ومهاجمة القوات الإسبانية التي احتلت القلعة.
في 28 يناير 1825، تم إقالة الجنرال فرانسيسكو ليمور من قيادة سان خوان دي أولوا من قبل خوسيه كوبينغر. وفي 27 يوليو 1825، تم تعيين قائد الفرقاطة بيدرو ساينز دي باراندا قائدا للبحرية في ميناء فيراكروز، حيث بدأ على الفور في إعادة تنظيم السرب المكلف بحصار سان خوان دي أولوا.
كان الحصار ناجحًا، وقد أجبر القوات الإسبانية، التي تلقت مساعدات قليلة من هافانا، على الاستسلام. طلب كوبينغر تعليق الأعمال القتالية والمفاوضات من أجل تسليم قواته. انتهى القتال الذي بدأ في 26 أكتوبر 1821 من قبل القوات البحرية المكسيكية عندما هُزم آخر معقل إسباني في المكسيك في 23 نوفمبر 1825.

## حماية البحار والطموحات في كوبا

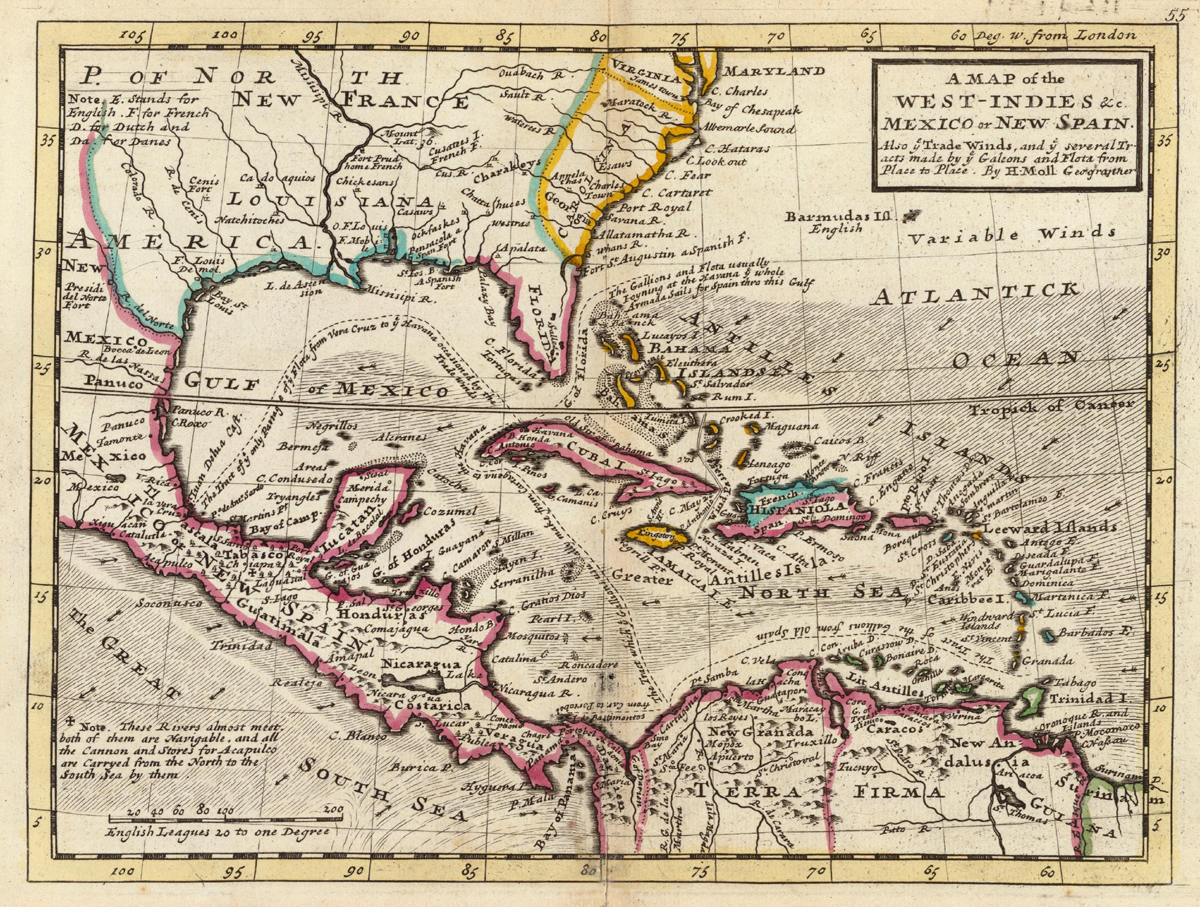
خريطة جزر الهند الغربية، مع كوبا في الوسط، رسمها هيرمان مول في 1736.

مع انتصار المكسيك على آخر معقل إسباني في أولوا، رفضت إسبانيا الاعتراف بمعاهدة قرطبة وبالتالي استقلال المكسيك.
توصلت الحكومة المكسيكية، بقيادة غوادالوبي فيكتوريا، إلى استنتاج مفاده أن إسبانيا، برفضها الاعتراف بالمعاهدات، ما زالت تشكل تهديدًا ويمكنها استخدام كوبا كمنصة لإطلاق حملة لاستعادة المكسيك. قام لوكاس آلامان، الذي كان وقتها وزير خارجية المكسيك، بتقييم التهديد الذي تشكله القوات العسكرية المتمركزة في كوبا على المكسيك. ومنذ عام 1824، كان آلامان يعتقد أن المكسيك يجب أن تستولي على كوبا، بحجة أن «كوبا بدون المكسيك تهدف إلى نير الإمبريالية؛ والمكسيك بدون كوبا أسيرة لخليج المكسيك» وقد كان يعتقد أن القوات المكسيكية، بدعم من القوى الأجنبية مثل فرنسا أو إنجلترا (التي كانت أول قوة أوروبية تعترف باستقلال المكسيك في 16 يوليو 1836)، يمكنها التغلب على الأسبان في كوبا.
أصرت الولايات المتحدة على احتفاظ الحكومة الإسبانية بكوبا. ولتعزيز طموحاتها للسيطرة على الجزيرة ومنع الاستيلاء الإسباني على البر الرئيسي، استخدمت الحكومة المكسيكية العميد البحري دايفيد بوتر من الولايات المتحدة لقيادة البحرية المكسيكية في هجوم على خطوط بحرية لإسبانيا تقوم بدورية في جزيرة كوبا. كان هذا محاولة لحماية البحر الإقليمي المكسيكي وضمان استمرار نجاح حركة الاستقلال على جميع الجبهات. وهكذا بدأت دوريات السرب المكسيكي في المياه الإسبانية، والتي بلغت ذروتها في معركة مارييل غير الناجحة في 10 فبراير 1828، والتي قاد فيها بورتر العميد غيريرو، مع 22 بندقية، وواحدة من أفضل السفن في البحرية المكسيكية الصغيرة. أصيب نجل بورتر، ديفيد ديكسون بورتر، الذي صار بطل الاتحاد فيما بعد في الحرب الأهلية الأمريكية، بجروح طفيفة، وقد كان من بين الناجين الذين استسلموا وسجنوا في هافانا حتى يتم تبادلهم. اختار العميد البحري بورتر عدم المجازفة بابنه مرة أخرى، وأعاده إلى الولايات المتحدة عن طريق نيو أورليانز.

## معركة تامبيكو
بعد سنة واحدة من معركة مارييل، كانت هناك محاولة جديدة لاستعادة طابو من قبل إسبانيا، مما أكد شكوك السلطات المكسيكية. عينت إسبانيا إيسيدرو بارراداس، الذي غادر الميناء ومعه 3,586 جنديًا يحملون اسم «فرقة رأس الحربة» وفي 5 يوليو، ذهب إلى المكسيك. تكون الأسطول من سفينة رئيسية، تسمى السيادة، وفرقاطتان وسفينتان حربيتان، و15 سفينة نقل، يقود كل منهما الأدميرال لابورد.
في 26 يوليو 1829، وصل الأسطول إلى كابو روخو، بالقرب من تامبيكو (ولاية تاماوليباس)، ومن هناك بدأت عملياته في 27 يوليو، محاولًا إنزال 750 جنديًا و25 قاربًا. بدأت الحملة تقدمها نحو تامبيكو بينما كانت القوارب راسيةً في نهر بانوكو. شكلت معركة بويبلو فيخو، التي تطورت بين 10 و11 سبتمبر 1829، نهاية محاولات الغزو الإسبانية في المكسيك. وقع الجنرال إيسيدرو باراداس على استسلام بويبلو فيخو، بحضور الجنرالات أنطونيو لوبيز دي سانتا آنا، ومانويل دي مير إي تيران، وفيليب دي لا غارزا.
أخيرًا، اعترفت إسبانيا في 28 ديسمبر 1836 باستقلال المكسيك بموجب معاهدة سانتا ماريا - كالاترافا، الموقعة في مدريد من قبل المفوض المكسيكي ميغيل سانتا ماريا ووزير الدولة الأسباني خوسيه ماريا كالاترافا. كانت المكسيك أول مستعمرة سابقة اعترفت إسبانيا باستقلالها؛ الثانية هي الإكوادور في 16 فبراير 1840.

## قائمة المراجع
- GONZÁLEZ PEDRERO, Enrique (1993) País de un solo hombre: el México de Santa Anna México, ed.Fondo de Cultura Económica, (ردمك 978-968-16-3962-4) URL accessed September 27, 2009
- Instituto Nacional de Antropología e Historia, Consejo Nacional para la Cultura y las Artes, Asociación de amigos del Museo Nacional de las Intervenciones, Museo Nacional de las Intervenciones (2007) Las intervenciones extranjeras en México 1825-1916, Cuernavaca, ed. Servicios Gráficos de Morelos, (ردمك 978-968-03-0283-3)
- RUIZ GORDEJUELA URQUIJO, Jesús (2006) La expulsión de los españoles de México y su destino incierto, 1821-1836 Sevilla, ed.Universidad de Sevilla (ردمك 978-84-00-08467-7) URL accessed September 27, 2009
- SIMS, Harold (1984) La reconquista de México: la historia de los atentados españoles, 1821-1830, México, ed. Fondo de Cultura Económica, URL accessed September 27, 2009
- SIMS, Harold (1990) The Expulsion of Mexico's Spaniards, 1821–1836, University of Pittsburgh Press.